# نیسان آلمرا
نیسان آلمرا (Nissan Almera) خودرویی است که در سال‌های ۱۹۹۵ تا ۲۰۰۶تولید شده‌است.
این خودرو در کلاس خودرو کامپکت قرار گرفته، طراحی آن خودروهای موتور جلو-محور جلو بوده است.

## نگارخانه

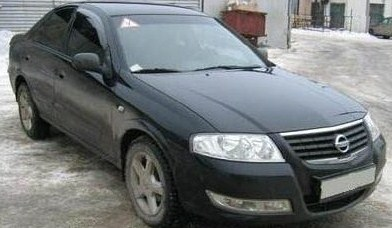
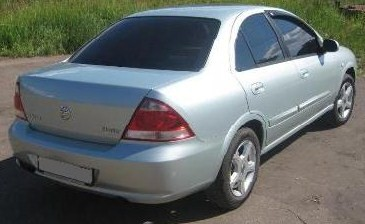